# Плодопитомничеський
Плодопито́мничеський (рос. Плодопитомнический, ерз. Плодопитомнический) — селище у складі Рузаєвського району Мордовії, Росія. Адміністративний центр Плодопитомничеського сільського поселення.
Стара назва — совхоз Рузаєвський.

## Населення
Населення — 721 особа (2010; 712 у 2002).
Національний склад (станом на 2002 рік):
- росіяни — 82 %